# Celine (voornaam)
Celine of Céline is een van origine Franse naam die ook wel "hemels" of "goddelijk" betekent.
Stamt af van het Romeinse: Caelum~Caelestinus~Caelestis~Caelinus dat “Hemel” of “lucht” betekent.
De naam Celine kan in het Romeins ook worden afgeleid van: Celine~Celina~Marcelina~Marcel~Marcellus.
Wat van het Latijnse “Mars” komt. Mars is de Romeinse oorlogsgod met de betekenis: De Strijdbare.
Vanuit het Grieks wordt de naam Celine gezien als de verbastering van Selene, wat “Maan” betekent. Selene was in de Griekse mythologie de godin van de Maan.
De naam Celine kan vanuit het Latijn kan worden afgeleid van: Caecil~Caecilia~Caecilie~Cecile~Celia~Celina~Celine die is afgeleid van de Romeinse martelares Caecilia wat “De Blinde” of “Niet Ziende” betekent, dit is echter wel de originele betekenis van Cecile.